# Odruch Galanta
Odruch Galanta – odruch fizjologiczny, zaliczany do odruchów prymitywnych, występuje u noworodków od chwili urodzenia do 4. miesiąca życia. Opisał go rosyjski neurolog Johann Sussmann Galant. 
Przetrwanie tego odruchu powyżej 6. miesiąca życia dziecka świadczy o nieprawidłowym funkcjonowaniu ośrodkowego układu nerwowego, co może w późniejszych okresach życia przejawiać się zaburzeniem rozwoju funkcji lokomocyjnych. Odruch Galanta nie występuje lub jest osłabiony u dzieci z obniżonym napięciem mięśniowym.

## Technika wykonania
U dziecka ułożonego na brzuchu drażni się skórę bocznej powierzchni ciała na wysokości lędźwiowej. W przypadku prawidłowo przebiegającego rozwoju dziecka dochodzi do zgięcia tułowia w drażnioną stronę. 